# Malmö Stadion
Das Malmö Stadion ist ein Fußballstadion mit Leichtathletikanlage in der schwedischen Großstadt Malmö, der drittgrößten des Landes. Die Sportstätte bietet heute Platz für 26.500 Zuschauer, von denen 14.000 Sitzplätze sind. Zu Konzerten stehen, je nach Bühnenausrichtung, 25.000 bis 40.000 Plätze zur Verfügung. 2009 wurde in direkter Nachbarschaft das 24.000 Zuschauer fassende Eleda Stadion eingeweiht. Dort trägt der Fußballverein Malmö FF, nach dem Auszug aus dem Malmö Stadion, seine Spiele aus.

## Geschichte
Die Anlage wurde für die 1958 in Schweden stattfindende Fußball-Weltmeisterschaft gebaut. 1992 war es auch Austragungsort bei der Fußball-Europameisterschaft. Dafür wurde die Südtribüne mit einem Oberrang erweitert. Neben der Nutzung als Fußballstadion dient es als Veranstaltungsort für Leichtathletikwettbewerbe und auch für Konzerte. Es traten u. a. Elton John, Dolly Parton, Rod Stewart, die Eagles und KISS auf.
Die höchste Zuschauerzahl von 30.953 wurde beim Gruppenspiel Bundesrepublik Deutschland gegen Argentinien am 8. Juni 1958 bei der Fußballweltmeisterschaft gezählt. Die zweithöchste war mit 29.328 Zuschauern, die des Lokalderbys zwischen Malmö FF und Helsingborgs IF am 24. September 1967. Das Spielfeld aus Naturrasen besitzt eine Rasenheizung.

## Internationale Spiele im Malmö Stadion

### Fußball-Weltmeisterschaft 1958
- 08. Juni 1958, Gruppe 1:  Argentinien –  BR Deutschland 1:3 (1:2)
- 15. Juni 1958, Gruppe 1:  BR Deutschland –  Nordirland 2:2 (1:1)
- 17. Juni 1958, Gruppe 1:  Nordirland –  Tschechoslowakei 2:1 n. V. (1:1, 1:1) (Entscheidungsspiel)
- 19. Juni 1958, Viertelfinale:  BR Deutschland –  Jugoslawien 1:0 (1:0)

### Fußball-Europameisterschaft 1992
- 11. Juni 1992, Gruppe 1:  Dänemark –  England 0:0
- 14. Juni 1992, Gruppe 1:  England –  Frankreich 0:0
- 17. Juni 1992, Gruppe 1:  Frankreich –  Dänemark 1:2 (0:1)

### Länderspiele
- 02. Aug. 1959:  Schweden –  Finnland 3:1 (Nordische Fußballmeisterschaft 1956–59)
- 04. Nov. 1962:  Schweden –  Norwegen 1:1 (EM-Qualifikation 1964)
- 18. Sep. 1963:  Schweden –  Jugoslawien 3:2 (EM-Qualifikation 1964)
- 28. Juni 1964:  Schweden –  Dänemark 4:1 (Nordische Fußballmeisterschaft 1964–67)
- 08. Aug. 1971:  Schweden –  Norwegen 3:0 (Nordische Fußballmeisterschaft 1968–71)
- 29. Juni 1972:  Schweden –  Dänemark 2:0 (Nordische Fußballmeisterschaft 1972–77)
- 25. Sep. 1975:  Schweden –  Dänemark 0:0 (Nordische Fußballmeisterschaft 1972–77)
- 11. Aug. 1976:  Schweden –  Finnland 6:0 (Nordische Fußballmeisterschaft 1972–77)
- 07. Juni 1979:  Schweden –  Luxemburg 3:0 (EM-Qualifikation 1980)
- 14. Mai 1981:  Schweden –  Dänemark 1:2 (Nordische Fußballmeisterschaft 1981–83)
- 15. Mai 1983:  Schweden –  Zypern 5:0 (EM-Qualifikation 1984)

## Galerie

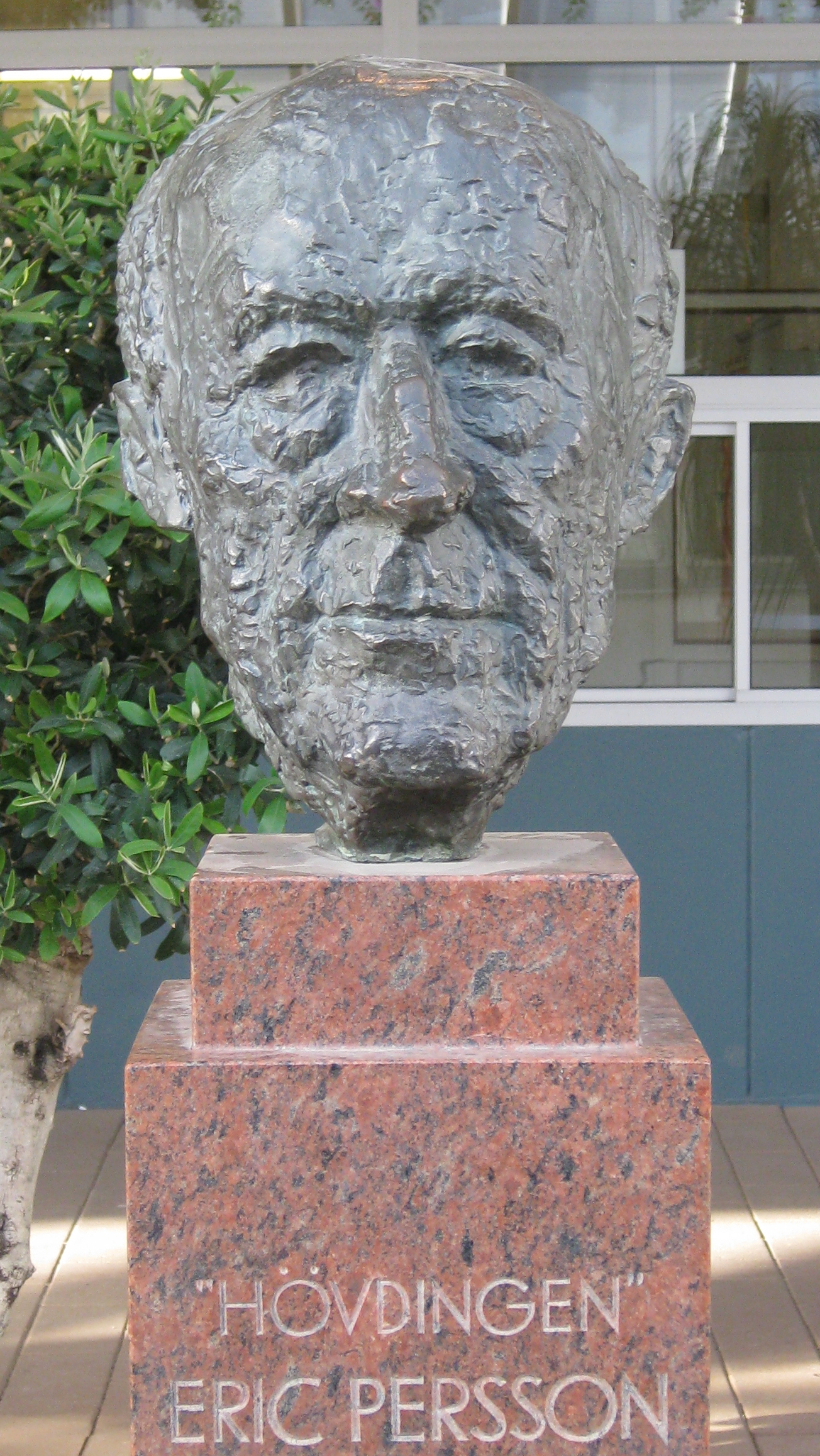
Büste vor dem Stadion von Eric Persson, Präsident des Malmö FF von 1937 bis 1975